# Christoph Metzelder
Christoph Metzelder, (* 5. listopad 1980, Haltern), je bývalý německý fotbalový obránce a v současnosti trenér týmu U19 v klubu TuS Haltern.

## Úspěchy

### Klubové
- Borussia Dortmund
  - 1× vítěz německé ligy (2001/02)
  - finalista Poháru UEFA (2001/02)
- Real Madrid
  - 1× vítěz španělské ligy (2007/08)

### Reprezentační
- stříbro z Mistrovství světa (2002)
- bronz z Mistrovství světa (2006)
- stříbro z Mistrovství Evropy (2008)
- bronz z Poháru FIFA (2005)

### Individuální
- Cena Bravo – Nejlepší mladý hráč Evropy (2002)